# Henry Licett
Henry Yoel Licett (El Tigre, Estado Anzoátegui, Venezuela; 12 de diciembre de 1987) es un actor, modelo para contenido de adultos y cantante venezolano.
Ha participado en diversos concursos de belleza masculina, entre ellos el Mr. Handsome Venezuela 2005, Mr. Turismo Venezuela 2007 y Mr. Turismo de las Américas 2008. Su musculoso cuerpo y su porte de galán son la tarjeta de presentación de este hombre, que ya tiene gran fama en las redes sociales. También tiene un camino recorrido en el mundo del show business.
En 2005, Henry se preparó para entrar a la competencia del Mr. Handsome Venezuela, haciendo el casting entre más de trescientos hombres de todo el país. Él, con solo 18 años, logró entrar al proyecto de belleza masculina. Este concurso culminó en el Salón Radisson del Hotel Eurobuilding el 31 de agosto del mismo año.
Al terminar ese concurso en el mismo año, fue llamado por la cadena de televisión RCTV para empezar como actor.
En 2007, Henry fue escogido mediante un casting de selección hecho por Universal Beauty Organization. Gracias a esto,  Licett viajó a Rusia para representar a Venezuela en la contienda internacional más importante de todos los tiempos.
Una semana le tomó al representante venezolano traerse el título internacional de Mr. Turismo Expoworld 2007. Fueron siete días de competencias en los cuales Henry se hizo con el máximo galardón de la contienda. El 18 de noviembre en el Teatro Abril, el más reconocido de la capital de Guatemala, se dieron cita los jóvenes representantes de todos los países latinoamericanos, para dar inicio al certamen de belleza internacional Mr. Expoworld 2007 en el cual resultó primer lugar el representante de Venezuela el joven Henry Licett,  Mr. Venezuela 2007.  Gracias al apoyo de todos los venezolanos siempre estuvo muy bien ubicado en la competencia realizada el 17 de noviembre de 2007 en Guatemala a través de la página web del certamen.

## Biografía

### Inicios
Henry Licett nació en El Tigre, municipio Simón Rodríguez del Estado Anzoátegui. Empezó su carrera a los 18 años de edad cuando fue citado a un casting para un concurso de belleza masculina en Venezuela, en el cual no ganó pero le sirvió de trampolín para iniciar su carrera artística.
Apenas salió del concurso cuando fue llamado por RCTV. Fue allí donde empezó a dar sus primeros pasos. Afirma Licett que ese fue el canal que le brindó la oportunidad de actuar por primera vez en la televisión y abrir su carrera como actor y modelo.
Actualmente Henry se encuentra realizando varias obras de teatro y un show erótico musical con el cual se encuentra recorriendo varios países de Latinoamérica.

## Carrera Artística

### 2005 - 2008: Participación en televisión y concursos de belleza masculina
Su debut lo hizo en la telenovela Amor a palos, que protagonizaron Norkys Batista y Luciano D’Alessandro en 2005. Al año siguiente participó en la serie juvenil Túkiti, en donde encarnó a un profesor.    
Luego, con el cierre del canal RCTV, Licett continuó modelando, lo que le permitió ganar el Mr. Turismo Expoworld 2007 y el Mr. Turismo de las Américas 2008. Aunque no ha dejado la actuación, este muchacho de ojos azules ha logrado la internacionalización, al desfilar en países como Rusia, Italia, España, Guatemala, Panamá, Costa Rica, Colombia, Venezuela y Perú.

### 2009-presente: Actor y modelo
Henry Licett se preparó para la cuarta temporada del montaje teatral Sólo para ellas. Esta obra de José Manuel Ascensao está dirigida al público femenino, y deja ver los atributos físicos de un grupo de jóvenes, que, con muy poca ropa, cuentan historias cotidianas en clave humorística y comparten sus fantasías.
Ha pulido su talento actoral en las tablas como parte del elenco de diversas obras cómicas, entre ellas Si Me La Pides Te La Doy, La Pepa Me Vuelve Loco y Sólo Para Ellas.
Últimamente, el público apreció su participación en un capítulo especial de El Árbol de Gabriel, así como en algunos de Natalia del Mar, ambas producciones dramáticas que transmite Venevisión.
Henry actualmente vive en Venezuela y se dedica a vender contenido erótico en plataformas como OnlyFans, y venta directa de videos vía WhatsApp para la comunidad LGBT